# James Dewey Watson
James Dewey Watson (* 6. dubna 1928 v Chicagu) je americký vědec, jeden z objevitelů struktury molekuly DNA. Watson, Francis Crick a Maurice Wilkins dostali v roce 1962 Nobelovu cenu za medicínu za objasnění molekulární struktury nukleových kyselin; objev byl učiněn za pomoci Rosalindy Franklinové.

## Život
V roce 1947 získal na Chicagské univerzitě titul B.Sc. v oboru zoologie, v roce 1950 pak titul Ph.D. v oboru zoologie na Indiana University. Od roku 1951 spolupracoval s Francisem Crickem na objevování struktury DNA za pomocí rentgenové difrakce. Od roku 1956 byl členem katedry biologie na Harvardově univerzitě, kde od roku 1958 působil jako docent, od roku 1961 jako profesor. Zkoumal zde především roli RNA při syntéze proteinů. Mezi roky 1988 a 1992 se zapojil do Projektu lidského genomu (Human Genome Project). V roce 1997 obdržel Národní vyznamenání za vědu.
V roce 2007 vzbudilo kontroverze jeho vyjádření, že černoši jsou méně inteligentní než běloši.